# مواد دو بعدی
مواد دو بعدی (2D) ، که گاهی اوقات به عنوان مواد تک لایه مورد اشاره قرار می گیرد، موادی کریستالی متشکل از یک لایه از اتم می باشند. این مواد در زمینه هایی مانند فتوولتائیک ، نیمه هادی ها ، الکترودها و تصفیه آب کاربرد دارند . 
مواد دوبعدی را می توان به طور کلی به عنوان یک آلوتروپ دوبعدی از عناصر یا ترکیبات مختلف (متشکل از دو یا چند بخش شامل پیوند کووالانسی ) طبقه بندی کرد.  مواد دوبعدی در قالب عنصر به طور کلی پسوند ene- را در نام خود دارند در حالی که در قالب ترکیب دارای پسوندهای ane- یا -ide هستند. ترکیبهای لایه های مواد دوبعدی مختلف معمولاً به نام heteroststructions van der Waals نامیده می شوند. 
اختلاط مناسب لایه های کاربردی دوبعدی با سیستم های سه بعدی همچنان یک چالش مهم است ،که عملکرد دستگاه و طراحی چرخه را محدود می کند. 
انتظار می رود که حدود 700 ماده دوبعدی پایدار وجود داشته باشد ، اگرچه بسیاری از آنها هنوز ساخته نشده اند.   پیش بینی می شود بازار جهانی مواد دوبعدی تا سال 2025 به 390 میلیون دلار آمریکا برسد ،که بیشتر مربوط به گرافن های نیمه هادی ، الکترونیک ، انرژی باتری و بازار مواد کامپوزیت خواهد بود.  

## آلوتروپ های دو بعدی

### گرافن

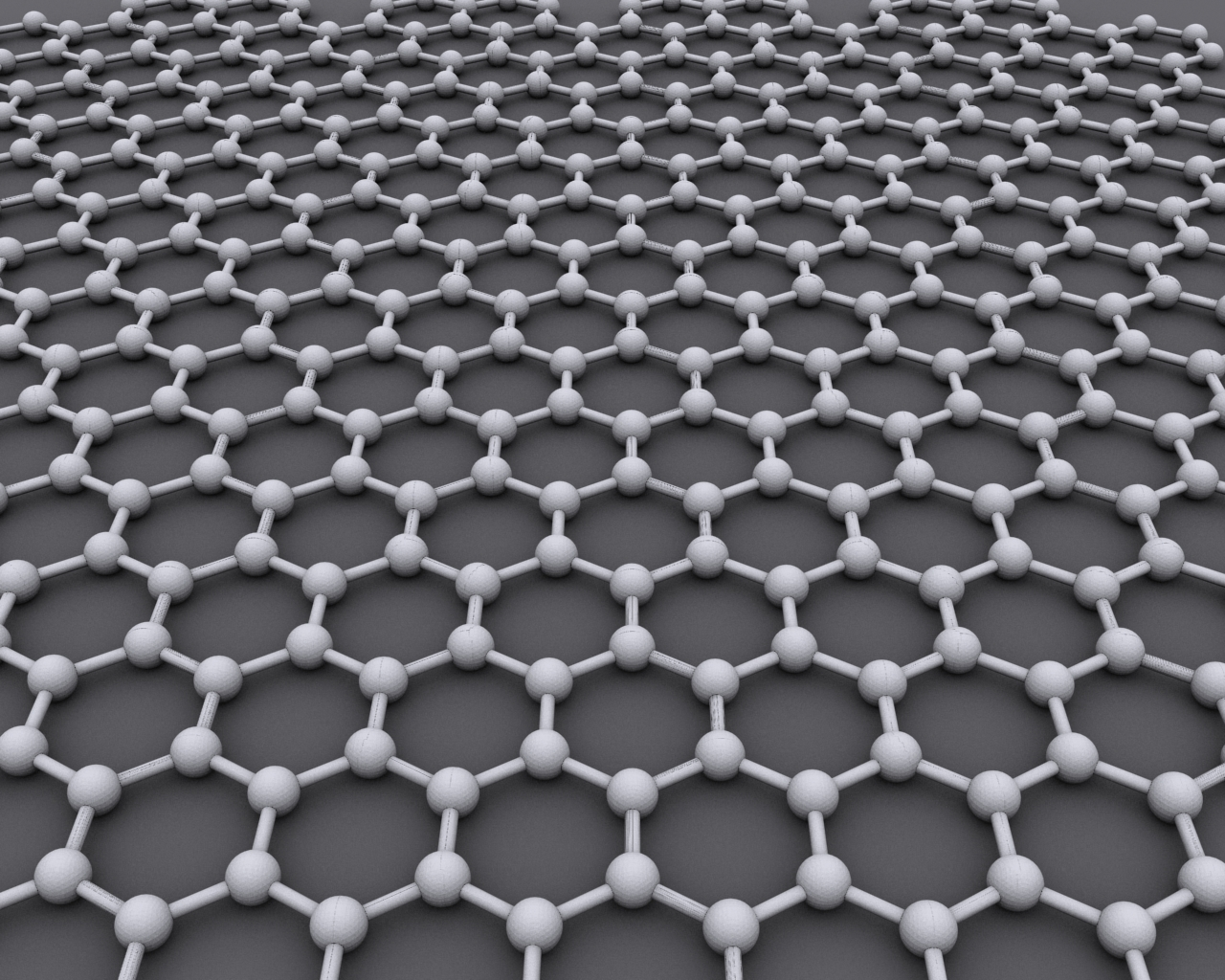
گرافن یک شبکه لانه زنبوری در مقیاس اتمی اتم های کربن است.

گرافن آلوتروپی کریستالی از کربن در قالب یک ورق با ضخامت یک اتم و تقریباً شفاف (به نور مرئی) می باشد که صدها برابر بیشتر از فولاد استحکام دارد .  همچنین دارای بالاترین رسانایی حرارتی و الکتریکی شناخته شده است که چگالی های فعلی 1000000 برابر مس را نشان می دهد .  اولین بار در سال 2004 تولید شد. 
آندره گیم و کنستانتین نوووسلوف "به دلیل آزمایش های نوآورانه در زمینه ماده دو بعدی گرافن" موفق به کسب جایزه نوبل فیزیک 2010 شدند . آنها در ابتدا گرافن را با برداشتن تکه هایی از آن از توده ای از گرافیت با نوار چسب و سپس انتقال آنها به ویفری سیلیکونی تولید کردند. 

### گرافین
گرافین یکی دیگر از آلوتروپ های 2 بعدی کربن است که ساختاری شبیه به گرافن دارد . گرافین می تواند به عنوان یک شبکه از حلقه های بنزن که توسط پیوندهای استیلن متصل شده‌اند ، در نظر گرفته شود. بسته به گروه های استیلن ، گرافین را می توان یک هیبریداسیون مخلوط ، sp n،دانست، 
جایی که n بین 1 و2 است ،   و در برابر گرافن (خالصsp 2) و الماس (خالص sp 3 ) است. 
محاسبات اصل اول با استفاده از phonon dispersion curves و ab-initio دمای متناهی،شبیه سازی دینامیک مولکولی مکانیکی کوانتومی graphyne و آنالوگ نیترید بور آن را پایدار نشان داد. 
وجود گرافین قبل از سال 1960 حدس زده شده بود.  لازم به ذکر است که گرافین تا به حال سنتز نشده است. با این حال،گرافیدین (گرافین با گروه دی استیلن ) بر روی بسترهای مس سنتز شد.  اخیراً ادعا شده است که گرافیدین بخاطر پتانسیل مخروط های دیراک وابسته به جهت ، رقیبی برای گرافن است.  

### بورفن

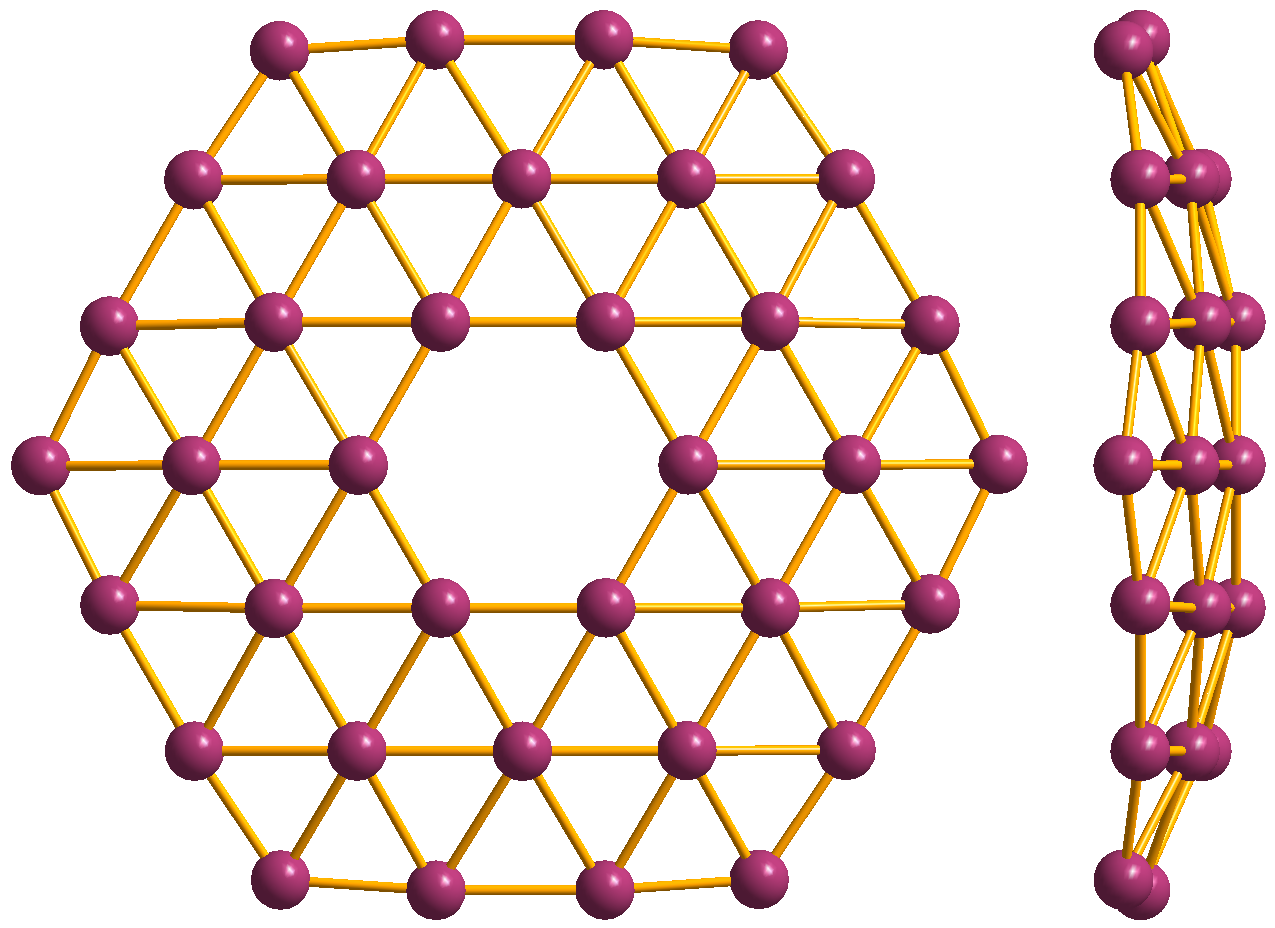
خوشه B_{36} A ممکن است به عنوان کوچکترین بوروفن دیده شود. نمای جلویی و جانبی

بوروفن یک لایه تک اتمی کریستالی از بور می باشد و همچنین ورق بور نامیده میشود بورفن برای اولین بار توسط یک تئوری در اواسط دهه 1990 در یک حالت آزاد پیش بینی شد ،  و سپس به عنوان لایه های تک اتمی مجزا توسط ژانگ و همکارانش نشان داده شد.  ، ساختارهای مختلف بوروفن در سال 2015 به طور آزمایشی مورد تأیید قرار گرفتند.  

### ژرمانن
ژرمانن یک آلوتروپ دو بعدی ژرمانیوم است که دارای ساختار لانه زنبوری می باشد.  ژرمانن های سنتز شده آزمایشگاهی یک ساختار لانه زنبوری را نمایش دهند.  این ساختار لانه زنبوری از دو زیر شبکه هگزاگونال تشکیل شده است که به طور عمودی با 0.2A از یکدیگر جابجا می شوند. 

### سیلیسن

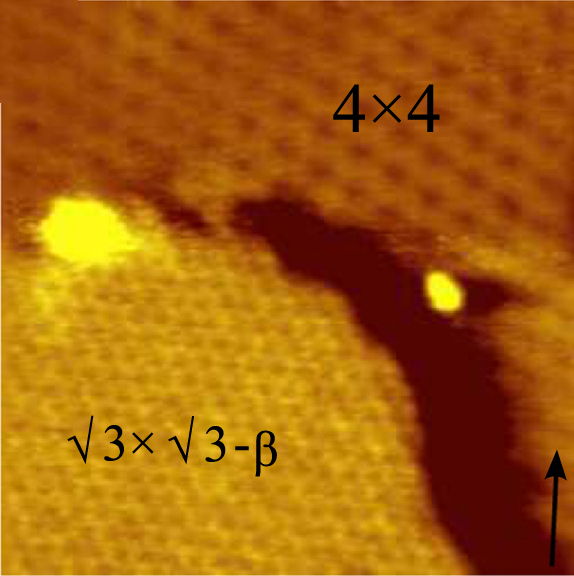
تصویرSTM از اولین لایه (4 × 4) و لایه دوم(× - β) از سیلیسین رشد کرده در یک فیلم نقره نازک. اندازه تصویر 16 × 16 نانومتر.

سیلیسین یک آلوتروپ دو بعدی سیلیکون است ، با یک ساختار هگزاگونال لانه زنبوری که شبیه به گرافن می باشد. 

### Si2BN
در سال 2016 دانشمندان یک آلوتروپ فلزی دوبعدی هگزاگونال Si 2 BN را با تنها پیوند sp 2 پیش بینی کردند. 

### استانن

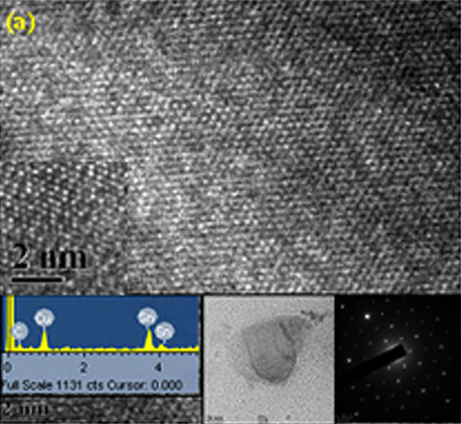
تصویر مشبک از پوسته استانن. افزونه‌ی وسط یک میکروگراف الکترونی بزرگ نمونه را نشان می دهد. افزونه‌ی سمت راست یک الگوی پراش الکترونی این ساختار است که ساختار شش ضلعی آن را تأیید می کند.

استانین یک عایق توپولوژیکی پیش‌بینی شده است که می‌تواند در دمای اتاق در نزدیکی لبه‌های خود جریان‌های بدون اتلاف ایجاد کند. استانین از اتم‌های قلع مرتب شده در یک لایه‌ی واحد، در ساختاری شبیه به گرافن، تشکیل شده است . ساختار درهم‌تنیده‌ی آن منجر به واکنش‌پذیری بالا در برابر آلاینده های متداول موجود در هوا مانند NOx و COx می‌شود، و بدین ترتیب قادر است آنها را در دمای پایین به دام بیندازد و جدا کند . 

### پلامبین
پلامبین یک آلوتروپ دو بعدی از سرب است، که دارای ساختار لانه‌زنبوری شش ضلعی مانند گرافن می‌باشد . 

### فسفرین

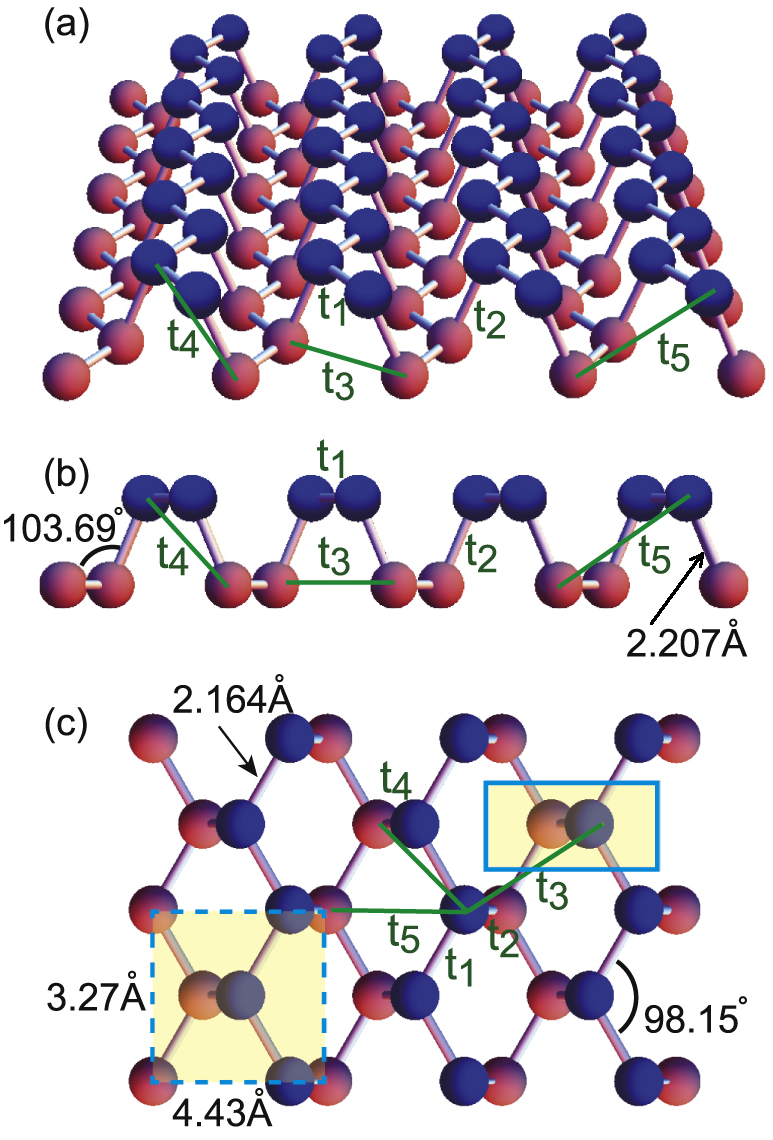
ساختار فسفرین: (الف) نمای کج ، ب) نمای جانبی ، (ج) نمای بالا. توپ های قرمز (آبی) نشان دهنده اتم های فسفر در لایه زیرین (بالایی) هستند.

فسفرین یک آلوتروپ کریستالی دوبعدی فسفر است. ساختار شش‌ضلعی تک‌اتمی آن باعث می‌شود که از لحاظ ساختاری شبیه به گرافن باشد. با این حال ، فسفرین دارای ویژگی‌های الکترونیکی متفاوت و قابل‌توجهی است. خصوصاً می‌توان به شکاف باند غیرصفر و  تحرک بالای الکترون در آن اشاره کرد . این خاصیت به طور بالقوه آن را به یک نیمه هادی بهتر از گرافن تبدیل می کند . سنتز فسفرین عمدتاً از روش‌های میکرومکانیکی یا روش‌های جداشدگی فاز مایع امکان‌پذیر است. روش اول بازده پایینی دارد، و روش دوم نانولوله‌های معلق را به صورت محلول، و نه در حالت جامد، تولید می‌کند. رویکردهای پایین به بالا مانند رسوب بخار شیمیایی (CVD) به دلیل واکنش‌پذیری بالای فسفرین، هنوز مورد استفاده قرار نگرفته‌اند. بنابراین در وضعیت  فعلی، مؤثرترین روش برای ساختن نواحی بزرگ از فیلم‌های نازک فسفرین، استفاده از تکنیک‌های ساخت مرطوب مانند روش لانگمویر-بلودتت، که شامل ساخت و به دنبال آن رسوب نانوذرات بر روی سطوح جامد است، می‌باشد . 

### آنتیمونین
آنتیمونین یک آلوتروپ دو بعدی آنتیموان است، که اتم‌های آن در یک شبکه لانه زنبوری قرار گرفته‌اند. محاسبات نظری  پیش‌بینی کرده بودند که آنتیمونین یک نیمه‌هادی پایدار در شرایط محیط با عملکرد مناسب برای استفاده در (اپتو)الکترونیک خواهد بود. آنتیمونین برای اولین بار در سال 2016 توسط لایه‌برداری میکرو مکانیکی  ساخته شد و مشخص گردید که در شرایط محیط بسیار پایدار است. خواص آنتیمونین باعث شده است که برای کاربردهای زیستی-پزشکی و انرژی نیز گزینه‌ی مناسبی باشد . 

### بیسموتین
پیش‌بینی می‌شد که بیسموتن، که آلوتروپ دو بعدی بیسموت، عایق توپولوژیکی باشد. هم‌چنین در سال 2015 پیش‌بینی می‌شد که بیسموتن وقتی که روی کاربید سیلیکون رشد داده شود، ساختار توپولوژیکی خود را حفظ کند . این پیش‌بینی با موفقیت در سال 2016 تحقق یافت و بیسموتین برای اولین بار سنتز شد . در نگاه اول ، این ساختار مانند گرافن است، زیرا اتم های بیسموت در آن  در یک شبکه‌ی لانه زنبوری قرار می‌گیرند. با این حال، شکاف باند 800 میلی ولتی آن به دلیل تزویج زیاد اسپین و مداردر  اتم‌های بیسموت، و هم‌چنین تعامل آنها با بستر است. بنابراین، کاربردهای ناشی از اثر کوانتومی اسپین-هال   در دمای اتاق قابل دستیابی خواهد بود. 

### فلزات
امکان وجود لایه‌های تک‌اتمی و دواتمی پلاتین در یک هندسه‌ی فیلم دو بعدی، قبلاً نشان داده شده‌است   . این فیلم‌های پلاتین، که به طور اتمی نازک هستند، به صورت اپیلاکسی روی گرافن رشد داده می‌شوند ، که این فرایند به دلیل اعمال یک کشش به‌همفشارنده، باعث تغییرات شیمیایی سطح پلاتین می‌شوند، در حالی که به طور هم‌زمان امکان انتقال بار از طریق گرافن را نیز فراهم می‌کند . 
لایه‌های تک‌اتمی پالادیوم با ضخامت کمتر از 2.6 آنگستروم ،و هم‌چنین ردیوم با ضخامت کمتر از 4 Å ، نیز ساخته شده، و تصویر آن‌ها با میکروسکوپ نیروی اتمی و میکروسکوپ الکترونی عبوری به دست آمده است. 

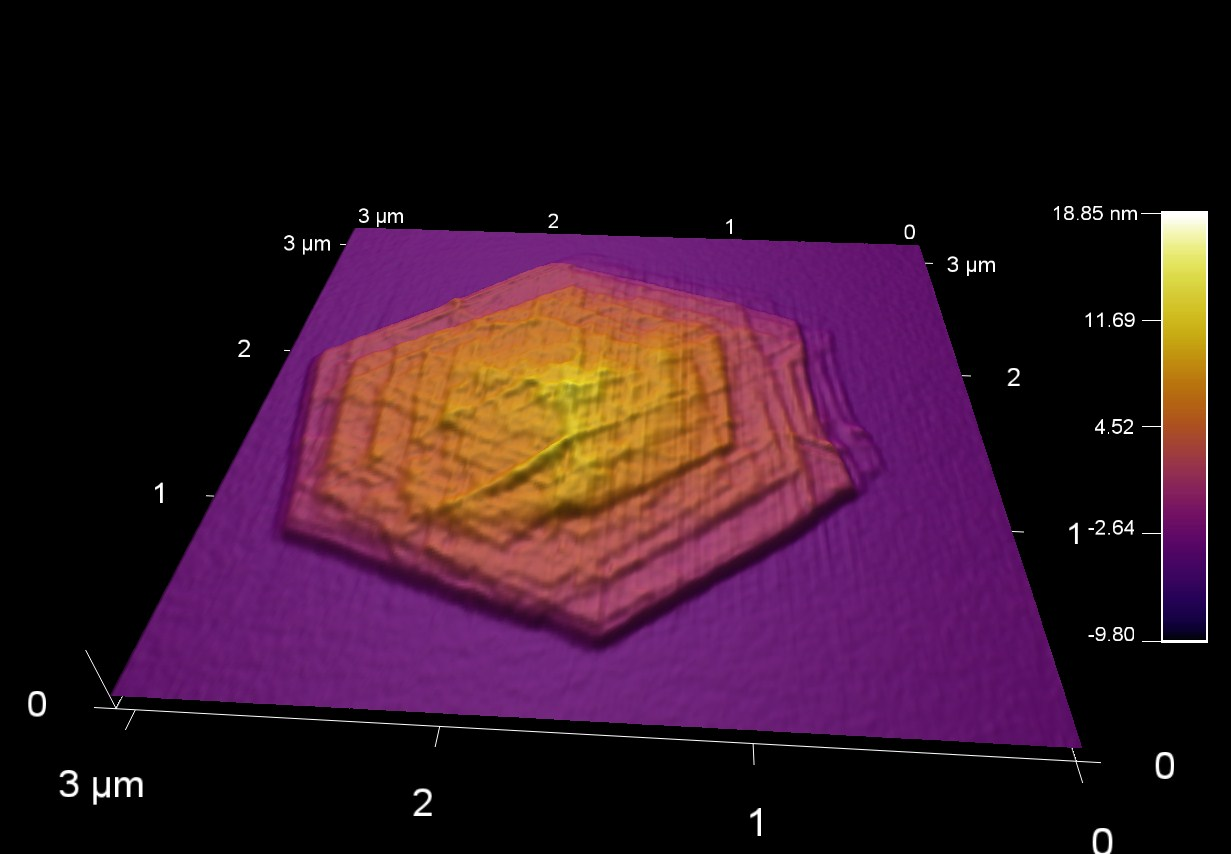
تصویر توپوگرافی سه بعدی AFM از نانوصفحات چند لایه پالادیوم.